# Dimos Rhodes
Dimos Rhodes (Rhodes) är en kommun i Grekland.   Den ligger i prefekturen Nomós Dodekanísou och regionen Sydegeiska öarna, i den sydöstra delen av landet, 400 km sydost om huvudstaden Aten. Antalet invånare är 115 334. Arean är 1 398 kvadratkilometer.
Terrängen i Dimos Rhodes är kuperad.